# Schacontia chanesalis
Schacontia chanesalis là một loài bướm đêm trong họ Crambidae.